# Nyssodrysternum signiferum
Nyssodrysternum signiferum är en skalbaggsart som först beskrevs av Bates 1864.  Nyssodrysternum signiferum ingår i släktet Nyssodrysternum och familjen långhorningar.
Artens utbredningsområde är:
- Costa Rica.
- Venezuela.

Inga underarter finns listade i Catalogue of Life.